# Ernst August Abel
Ernst August Abel, auch Ernst August d'Abele und Ernst August d'Abelle (* um 1720 in Zerbst; † um 1790 in Hamburg oder Darmstadt) war ein deutscher Miniaturmaler.

## Leben
Ernst August Abel stammte aus einer Künstlerfamilie und war einer der Söhne des berühmten Gambenvirtuosen Christian Ferdinand Abel, der in Köthen als „Premier-Musicus“ in Johann Sebastian Bachs Hofkapelle wirkte. Der Geiger, Komponist und Maler Leopold August Abel, der Maler Ernst Heinrich Abel sowie der Gambist Carl Friedrich Abel waren seine Brüder.
Abel arbeitete in der zweiten Hälfte des 18. Jahrhunderts in mehreren Städten Deutschlands und Europas, darunter London, Paris und Hamburg. Er war 1778 in Köln tätig, in Frankfurt am Main und am Hofe des Landgrafen Friedrich V. von Hessen-Homburg. Im Alter von knapp 60 Jahren heiratete er in Darmstadt eine junge Frau und ließ sich mit ihr 1780 in Hamburg nieder. In Hamburg befinden sich einige seiner Miniaturen im Privatbesitz alter hanseatischer Familien. Er arbeitete in den verschiedensten Techniken. Bekannter in der Literatur ist sein (nicht überliefertes) Porträt Georg Christoph Lichtenbergs. Es soll auch eine satirische Radierung mit dem Titel Aufzug einer Hamburgischen Bürgerwehr von seiner Hand gegeben haben. Eine Zeichnung, die vier Generationen der Familie Sillem zeigt, gehört zu seinen Werken. Sie befand sich im Besitz eines Dr. Sillem. Ein Aquarellbildnis der Sängerin Anna von Obloo, einer Stieftochter des in Braunschweig tätigen Theaterunternehmers Filippo Nicolini, ist auf der Rückseite mit Abel pinxit 1755 versehen. Es konnte jedoch nicht genauer zugeordnet werden, von welchem der Brüder es stammt. Es wird aber als sein Werk angesehen.